# Astro Records & Filmworks
Astro Records & Filmworks (alternativ „Astro“, „Astro Records“, „Astro Distribution“) ist ein deutsches Musik- und Filmlabel, das 1985 von Oliver Krekel gegründet wurde.
Astro wurde zunächst als reines Musiklabel für elektronische Musik und Film-Soundtracks gegründet. Als der Film-Enthusiast Krekel sich für das Medium Laserdisc zu interessieren begann und feststellte, dass es kaum deutschsprachige Veröffentlichungen US-amerikanischer Blockbuster auf diesem Medium gab, bemühte er sich um deren Lizenzen und veröffentlichte daraufhin seit 1995 Laserdiscs und war damit einer der deutschen Vorreiter dieses Mediums auf dem immer wichtiger werdenden Homevideo-Markt. Angespornt durch diesen Erfolg stieg Astro auch in den hart umkämpften Markt für Verleih und Verkauf von VHS-Videokassetten ein.
Als in den späten 1990er Jahren der Boom um die DVD einsetzte, war Astro bereits zu einem der wichtigsten Anbieter aufgestiegen und hatte mit Filmen (und teilweise deren Soundtracks) wie Der Wüstenplanet, Léon – Der Profi, Halloween – Die Nacht des Grauens, Das Boot, Der Rasenmäher-Mann, Red Heat, Running Man, Knockin’ on Heaven’s Door, Starship Troopers oder Werner – Das muß kesseln!!! zahlreiche Megaseller im Portfolio.
Seit 1985 hat Astro mehrere hundert verschiedene Titel auf Ton- und Bildträgern veröffentlicht. Astro-Produkte sind durch einen klassischen Vertrieb bei sämtlichen Handelsketten vertreten und in allen Ladengeschäften in Deutschland, Österreich und der Schweiz erhältlich. Seit einigen Jahren gehört das Label zu den „Digidreams Studios“, einer Firma von Nadine Krekel, der Ehefrau des Labelgründers. Astro führt den GVL-Labelcode LC 6976.